# Kitô giáo sơ khai

Vào thuở Kitô giáo sơ khai, một tín hữu có thể vẽ một cung trên đất khi gặp một người khác, nếu chia sẻ cùng niềm tin, người này sẽ vẽ tiếp một cung nữa để hoàn chỉnh hình con cá (Ichthys), một biểu trưng của Kitô giáo.

Kitô giáo sơ khai là giai đoạn của Kitô giáo trước khi diễn ra Công đồng Nicaea I năm 325. Nó thường được chia thành Thời đại Tông đồ và Thời kỳ Tiền Nicaea (tiếp nối Thời đại Tông đồ cho đến thời Nicaea).
Những tín hữu Kitô giáo đầu tiên, như đã được kể lại trong các chương đầu của Sách Công vụ Tông đồ, đều là người Do Thái, đạo gốc hoặc đạo theo, mà trong Kinh Thánh dùng thuật từ "proselytos", và được các nhà sử học gọi là những Kitô hữu Do Thái. Thông điệp Phúc Âm ban đầu được loan báo bằng phương thức truyền khẩu, có lẽ bằng tiếng Aram, nhưng gần như đồng thời còn bằng tiếng Hy Lạp. Tân Ước với Sách Công vụ Tông đồ và Thư gửi tín hữu Galát đã ghi nhận cộng đồng Kitô giáo đầu tiên tập trung tại Jerusalem và những người lãnh đạo đầu tiên bao gồm Thánh Phêrô, Giacôbê Công chính, và Gioan Tông đồ.
Sau khi Phaolô cải đạo, ông được gọi bằng danh hiệu "Tông đồ cho Dân ngoại". Ảnh hưởng của Phaolô trong tư tưởng Kitô giáo được cho là nhiều hơn đáng kể so với các tác giả Tân Ước khác. Đến cuối thế kỷ 1, Kitô giáo bắt đầu được công nhận trong nội bộ và bên ngoài như là một tôn giáo riêng tách ra từ Do Thái giáo, được tinh chỉnh và phát triển thêm trong nhiều thế kỷ sau khi Đệ nhị Đền thờ của người Do Thái bị phá hủy.

### Sách tham khảo
- Berard, Wayne Daniel. When Christians Were Jews (That Is, Now). Cowley Publications (2006). ISBN 1-56101-280-7.
- Boatwright, Mary Taliaferro & Gargola, Daniel J & Talbert, Richard John Alexander. The Romans: From Village to Empire. Oxford University Press (2004). ISBN 0-19-511875-8.
- Bourgel, Jonathan (2010). "The Jewish Christians' Move from Jerusalem as a Pragmatic Choice". Trong Jaffé, Dan (biên tập). Kaiphas: der Hohepriester jenes Jahres: Geschichte und Deutung. BRILL. ISBN 90-04-18410-4.
- Cook, John Granger (2011). Roman Attitudes Toward the Christians: From Claudius to Hadrian. Mohr Siebeck. ISBN 978-3-16-150954-4.
- Croix, G. E. M. de Sainte (1963). "Why Were The Early Christians Persecuted?". Past and Present. Quyển 26 số 1. tr. 6–38. doi:10.1093/past/26.1.6.
- Dauphin, C. "De l'Église de la circoncision à l'Église de la gentilité – sur une nouvelle voie hors de l'impasse". Studium Biblicum Franciscanum. Liber Annuus XLIII (1993).
- Dunn, James (1992). Jews and Christians. Wm. B. Eerdmans Publishing. ISBN 978-0-8028-4498-9.
- Durant, Will (2011). Caesar and Christ: The Story of Civilization. Simon and Schuster. ISBN 978-1-4516-4760-0.
- Ehrman, Bart D. (2006). Whose Word is It?: The Story Behind Who Changed The New Testament and Why. A&C Black. ISBN 978-0-8264-9129-9.
- Ehrman, Bart D. (2008). A Brief Introduction to the New Testament. Oxford University Press. ISBN 978-0-19-536934-2.
- Ehrman, Bart D. (2012). Did Jesus Exist?: The Historical Argument for Jesus of Nazareth. HarperCollins. ISBN 978-0-06-208994-6.
- Esler, Philip F. The Early Christian World. Routledge (2004). ISBN 0-415-33312-1.
- Fee, Gordon; Stuart, Douglas (2014). How to Read the Bible for All Its Worth: Fourth Edition. Zondervan. ISBN 978-0-310-51783-2.
- Harris, Stephen L. Understanding the Bible. Mayfield (1985). ISBN 0-87484-696-X.
- Hinson, E. Glenn The Early Church: Origins to the Dawn of the Middle Ages. Abingdon Press (1996). ISBN 0-687-00603-1.
- Hunt, Emily Jane. Christianity in the Second Century: The Case of Tatian. Routledge (2003). ISBN 0-415-30405-9.
- Keck, Leander E. Paul and His Letters. Fortress Press (1988). ISBN 0-8006-2340-1.
- Pelikan, Jaroslav Jan. The Christian Tradition: The Emergence of the Catholic Tradition (100–600). University of Chicago Press (1975). ISBN 0-226-65371-4.
- Pritz, Ray A., Nazarene Jewish Christianity From the End of the New Testament Period Until Its Disappearance in the Fourth Century. Magnes Press – E.J. Brill, Jerusalem – Leiden (1988).
- Richardson, Cyril Charles. Early Christian Fathers. Westminster John Knox Press (1953). ISBN 0-664-22747-3.
- Stark, Rodney.The Rise of Christianity. Harper Collins Pbk. Ed edition 1997. ISBN 0-06-067701-5
- Stambaugh, John E. & Balch, David L. The New Testament in Its Social Environment. John Knox Press (1986). ISBN 0-664-25012-2.
- Tabor, James D. "Ancient Judaism: Nazarenes and Ebionites" Lưu trữ ngày 10 tháng 6 năm 2010 tại Wayback Machine, The Jewish Roman World of Jesus. Department of Religious Studies at the University of North Carolina at Charlotte (1998).
- Taylor, Joan E. Christians and the Holy Places: The Myth of Jewish-Christian Origins. Oxford University Press (1993). ISBN 0-19-814785-6.
- Thiede, Carsten Peter. The Dead Sea Scrolls and the Jewish Origins of Christianity. Palgrabe Macmillan (2003). ISBN 1-4039-6143-3.
- Valantasis, Richard. The Making of the Self: Ancient and Modern Asceticism. James Clarke & Co (2008) ISBN 978-0-227-17281-0.
- White, L. Michael. From Jesus to Christianity. HarperCollins (2004). ISBN 0-06-052655-6.
- Wilson, Barrie A. How Jesus Became Christian. New York: St. Martin's Press, (2008).
- Wright, N.T. The New Testament and the People of God. Fortress Press (1992). ISBN 0-8006-2681-8.
- Wylen, Stephen M. The Jews in the Time of Jesus: An Introduction. Paulist Press (1995). ISBN 0-8091-3610-4.